# Carlos Paro
Carlos Eduardo Ramadan Paro, conhecido como Cacá (5 de junho de 1979 em Colina) é um cavaleiro brasileiro.
Aos sete anos, começou a montar, pois seu irmão ganhou um cavalo do avô. Aos 17 anos foi morar na Inglaterra para praticar o concurso completo de equitação (CCE). Aos 22 anos mudou-se em definitivo para lá.
A primeira vez que representou o Brasil foi nos Jogos Equestres Mundiais em Roma, em 1998, com somente 19 anos, e terminou a competição por equipes em 9o lugar. Ele também ganhou a medalha de ouro por equipe nos Jogos Sul-Americanos de 2001, em Belo Horizonte.
Competiu nas Olimpíadas de 2000 em Sydney, na prova de CCE individual. Foi como atleta reserva para as edições olímpicas de Atenas em 2004, e Londres em 2012. Nos jogos de Londres, alguns dias antes da competição começar, foi chamado para compor o time em razão de uma contusão de um dos cavalos, mas por causa de um mal entendido da Confederação Brasileira de Hipismo (CBH), seus formulários não foram enviados para o Comitê Olímpico Internacional (COI), o que impediu sua participação.
Participou dos Jogos Pan-Americanos de 2007 no Rio de Janeiro, onde conquistou a medalha de bronze por equipe.
Nos jogos Pan-Anericanos de Toronto em 2015 conquistou a medalha de prata por equipe e o 6o. lugar individual.

Em 2019, foi convocado novamente para os Jogos Pan-Americanos conquistando a medalha de Bronze individual e Prata por equipes classificando assim a equipe brasileira para as Olimpíadas de Tokio.
Agora radicado na Inglaterra, ele é o único brasileiro a competir em Badminton Horse Trials e Burghley Horse Trials várias vezes.